# 大畑清隆
大畑清隆，日本男性動畫演出家、動畫導演。

## 參加作品

### 電視動畫
1987年
- 妙手小廚師（製作進行）

1989年
- 衝鋒四驅郎（分鏡）

1990年
- 勇者凱撒（演出）

1991年
- 太陽勇者（分鏡、演出）

1992年
- 勇者傳說達鋼（分鏡、演出）
- 小巫仙（演出）

1993年
- 奇蹟☆女孩（分鏡、演出）
- 疾風無敵銀堡壘（分鏡、演出）
- 秀逗泰山阿達♡（演出）

1994年
- 足球小將翼J（演出）
- 疾風戰士銀堡壘 在銀光的旗幟下（分鏡、演出）

1995年
- 伊沙米大冒險（演出）
- 暖暖日記（演出）

1996年
- 山林小獵人 (1996年版)（分鏡、演出）
- 玩偶遊戲（分鏡、演出）
- 機動戰艦撫子號（分鏡、演出）

1997年
- 小豬萬萬歲（分鏡）
- 新·天地無用！（分鏡、演出）
- BURN-UP EXCESS（分鏡、演出）

1998年
- 夢幻拉拉（分鏡、演出）
- Generator Gawl（日语：ジェネレイターガウル）（演出）

1999年
- 天使不設防！（分鏡、演出）

2000年
- 喔！超级小奶糖（日语：OH!スーパーミルクチャン）（助理導演[1]）
- 袖珍女侍小梅（分鏡）

2001年
- 地球少女Arjuna（分鏡）
- 妹妹公主（導演[2][注 1]）

2002年
- 阿倍野橋魔法☆商店街（分鏡）
- 笑園漫畫大王（分鏡、演出、OP分鏡&演出）
- COSPLAY症候群（分鏡）

2003年
- GAD GUARD（分鏡）
- 愛的魔法（分鏡）

2004年
- 忘却的旋律（導演補）
- 學園愛麗絲（分鏡、演出）
- 我的太太是魔法少女（導演補）

2006年
- 地獄少女（分鏡）
- 甦醒的天空 -RESCUE WINGS-（日语：よみがえる空 -RESCUE WINGS-）（分鏡、演出）
- 彩雲國物語（分鏡）
- 蜂蜜與幸運草II（分鏡）
- 後天的方向。（分鏡）
- 地獄少女 二籠（分鏡）

2007年
- BACCANO！（分鏡）
- 草莓棉花糖OVA（分鏡）

2008年
- 夏目友人帳（分鏡）
- 地獄少女 三鼎（分鏡）

2009年
- 續 夏目友人帳（分鏡）
- 虎與龍（分鏡）
- 初戀限定。（分鏡）
- 花冠之淚：花冠的大地（分鏡）

2010年
- 無頭騎士異聞錄 DuRaRaRa!!（分鏡）
- WORKING!!（OP分鏡&演出）
- 變身！公主偶像（分鏡）
- 海月姬（分鏡）

2011年
- 夏目友人帳 參（分鏡）
- WORKING'!!（OP分鏡&演出、ED分鏡&演出）

2013年
- 眼鏡部！（分鏡）

2015年
- 魔法少女奈葉ViVid（分鏡、演出）
- WORKING!!!（分鏡、演出、OP分鏡&演出）

2016年
- 飛翔的魔女（OP分鏡&演出）
- 男子啦啦隊!!（分鏡）
- 91Days（分鏡）

2017年
- 學園少女突襲者 Animation Channel（分鏡）
- 快盜天使雙胞胎BREAK（變身場面分鏡&演出）
- 愛麗絲與藏六（OP分鏡&演出）
- 情色漫畫老師（分鏡、演出）
- 碧藍幻想 The Animation（分鏡）
- 地獄少女 宵伽（分鏡）
- 泥鯨之子們在沙地上歌唱（分鏡）

2018年
- Slow Start（分鏡）
- 最終休止符 -無止境的螺旋物語-（OP分鏡&演出）
- 高分少女（分鏡、OP分鏡&演出）

2019年
- 在地下城尋求邂逅是否搞錯了什麼II（分鏡）

2020年
- 社長，戰鬥的時間到了！（演出）
- 在地下城尋求邂逅是否搞錯了什麼III（分鏡）
- 戰翼的希格德莉法（分鏡）

2021年
- EDENS ZERO（分鏡、演出）
- 死神少爺與黑女僕（分鏡）
- 現實主義勇者的王國重建記（分鏡）
- Muv-Luv Alternative（分鏡、演出、原畫）

2022年
- 處刑少女的生存之道（分鏡）

2023年
- Sugar Apple Fairy Tale（分鏡）

2024年
- 村井之戀（分镜）

2025年
- 青春特調蜂蜜檸檬蘇打（分鏡、演出）
- 魔法製造者～異世界魔法的製作方法～（分鏡）

### OVA
2003年
- 巨乳學園 來自英雌部的愛（導演）

### 其它
2016年
- 常磐來也 Sunday廣告短片（演出）

## 腳註